# الأفعى ذات المجسين
الأفعى ذات المجسين و( Erpeton tentaculatum )، هي ثعابين مائية ذات هيكل عظمى يشتمل على الجمجمة والحبل الشوكى والأضلع مع يقايا أثرية للأطراف taxon fanged يرجع أصلها إلى جنوب شرقى آسيا. هو من الأنواع فقط من جنس، الأفعى ذات المجسين، ولها مخلبين اثنين على خطمها وهي سمة فريدة من نوعها بين الثعابين. ولها أسلوب يستخدم للقبض على الأسماك في الآونة الأخيرة أدرجت في مواضيع البحث.

## الوصف
الثعبان ذى المجسات ثعبان صغير نسبيا، حيث يبلغ متوسطها حوالي 50 إلى 90 سم (20-35 بوصة) في الطول. من المعروف أنها تأتي في لونين مخطط أو مبقع، مع مراحل تحورية تتراوح بين الرمادي الداكن أو البني إلى لون فاتح.

## الانتشار

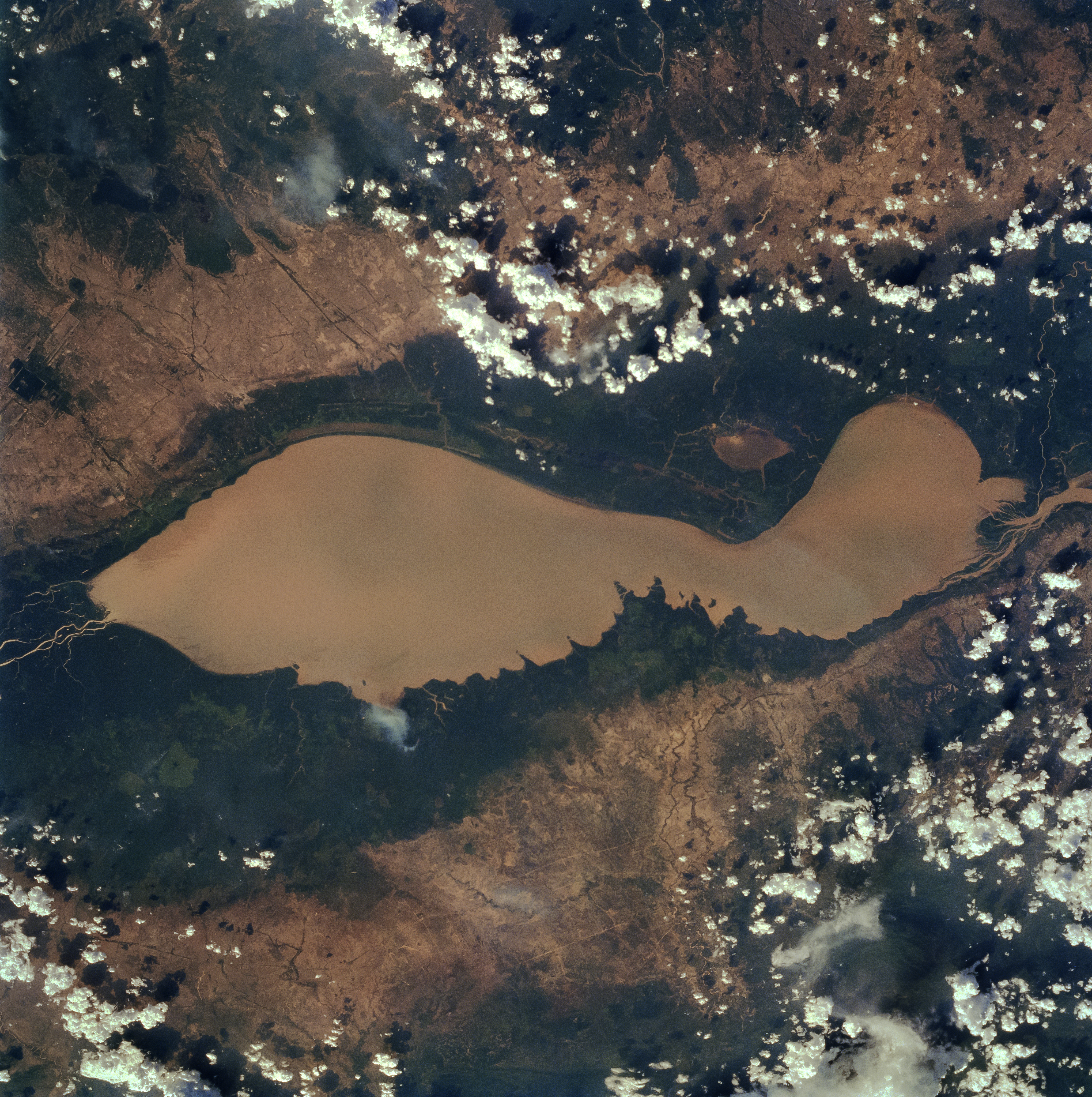
بحيرة تونلي ساپ، كمبوديا

الموطن الأصلي للأفعى ذات المجسين هو جنوب شرق آسيا، ويمكن العثور عليها في تايلند، كمبوديا وڤيتنام. وتعيش تلك الحية طوال حياتها في المياه العكرة للبحيرات، حقول الأرز المغمورة، الغدران بطيئة الانسياب، كما يمكن العثور عليها في المياه العذبة والمالحة وماء البحر. ومثال رئيسي لهذا الموئل هو بحيرة تونلي ساپ، في وسط كمبوديا. إذ يحتوي الماء هناك على قدر كبير من الغرين ويعيش فيه كم وفير من الأسماك.

## السلوك
وتتراجع عيون الثعبان ذو المجسات عندما يبدأ في الهجوم.

## الهامش
1. ↑  The IUCN Red List of Threatened Species 2022.2 (بالإنجليزية), 9 Dec 2022, QID:Q115962546
2. ↑  EOL.org نسخة محفوظة 24 نوفمبر 2018 على موقع واي باك مشين.
3. ↑  Snakes of Thailand - Homalopsinae (Puff-faced Watersnakes) نسخة محفوظة 05 أكتوبر 2012 على موقع واي باك مشين.
4. ↑  "Toronto Zoo > Meet The Animals > Fact Sheet". مؤرشف من الأصل في 9 يونيو 2010. اطلع عليه بتاريخ أغسطس 2020. {{استشهاد ويب}}: تحقق من التاريخ في: |تاريخ الوصول= (مساعدة)
5. ↑  "The tentacled snake turns a fish's defense into a death march". Not Exactly Rocket Science: Science for Everyone. ScienceBlogs. مؤرشف من الأصل في 2011-06-06. اطلع عليه بتاريخ 2009-06-18.